# Ambassade des États-Unis en Guinée
L'ambassade des États-Unis en Guinée est la représentation diplomatique des États-Unis auprès de la République de Guinée. Elle est située à Conakry, la capitale du pays. 